# Discoptila sbordonii
Discoptila sbordonii är en insektsart som beskrevs av Baccetti 1979. Discoptila sbordonii ingår i släktet Discoptila och familjen syrsor. Inga underarter finns listade i Catalogue of Life.